# Ján Popluhár

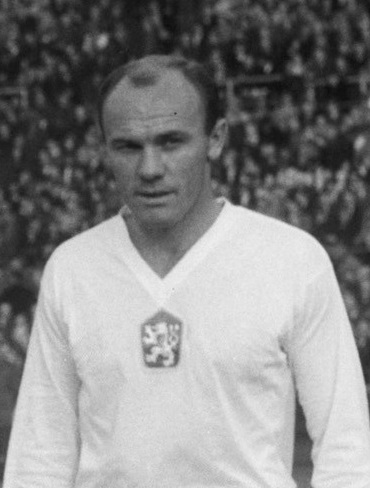

Ján Popluhár (Bernolákovo, 12 augustus 1935 – Bratislava, 6 maart 2011) was een Slowaaks voetballer die als verdediger speelde. Hij werd in 2002 verkozen tot beste Slowaakse voetballer van de twintigste eeuw.
Popluhár kwam tussen 1955 en 1979 uit voor Slovan Bratislava, Rudá Hvězda Brno, Olympique Lyon en TJ Zbrojovka Brno. Hij speelde ook 62 duels voor het Tsjecho-Slowaaks voetbalelftal waarbij hij één doelpunt maakte. Hij nam deel aan het wereldkampioenschap voetbal in 1958, wereldkampioenschap voetbal in 1962 (finalist) en het Europees kampioenschap voetbal in 1960 (derde plaats). In 1965 werd hij verkozen tot Tsjecho-Slowaaks voetballer van het jaar. Hij werd in 2003 ook benoemd tot beste Slowaaks voetballer van de afgelopen vijftig jaar bij de UEFA Jubilee Awards. Popluhár overleed in 2011 op 75-jarige leeftijd in een ziekenhuis in Bratislava. De doodsoorzaak werd niet bekendgemaakt.

## Erelijst
Slovan Bratislava
- Tsjecho-Slowaaks voetballer van het jaar

1965